# Annulocyte
Un annulocyte est une forme anormale de globule rouge (plus correctement dénommé hématie ou érythrocyte) dans le sang humain. Cette dénomination est liée à l'aspect de l'annulocyte sur un frottis sanguin.
Pour rappel, un érythrocyte normal se présente de profil comme un disque biconcave de couleur homogène, et de face comme un disque dont le centre est plus clair : c'est une sorte de poche contenant l'hémoglobine. Le centre clair est grossièrement circulaire. Du fait de la biconcavité, la région centrale est moins épaisse (0,8 micromètre que la région périphérique (2,6 micromètres). Dès lors la périphérie est la plus apte à une fixation maximale de l'hémoglobine et apparaît plus colorée au microscope car c'est l'hémoglobine qui fixe le fer et donne son aspect rose ou rouge à l'hématie.
Lorsque la teneur en hémoglobine des hématies chute, la partie claire centrale de l'hématie devient proportionnellement plus importante sur un globule vu de face et l’hémoglobine ne persiste plus qu'en un fin liseré périphérique comme un anneau : on appelle ces hématies des annulocytes. Simultanément ces hématies ont perdu de leur épaisseur ce qui permet aussi de les dénommer leptocyte (en grec leptos signifie mince). Ces hématies sont du fait du déficit en hémoglobine de couleur anormalement pâle, elles sont hypochromes.
Les annulocytes s'observent principalement lorsque la charge des hématies en hémoglobine est très inférieure à la normale comme dans les carences en fer importantes et principalement dans les anémies ferriprives ou la thalassémie majeure,,.
Les annulocytes sont aussi appelés globules en pessaire ou globules rouges hypochromes. Les annulocytes ne doivent pas être confondus avec les hématies en cible (codocyte ou Target cells) mais ils peuvent être présents simultanément dans certaines maladies.